# Серавале (Сан Марино)
Серава̀ле (на италиански: Serravalle) е градче и община в Сан Марино. Разположено е на 148 m надморска височина. Населението на общината е 10 597 души (към 2018 г.).

## Населени места
Общината има 9 населени места:
- Серавале (Serravalle, администативен център)
- Валджурата (Valgiurata)
- Догана (Dogana)
- Ка Рани (Cà Ragni)
- Лезиняно (Lesignano)
- Понте Мелини (Ponte Mellini)
- Фалчано (Falciano)
- Чинкуе Вие (Cinque Vie)